# شهرداری ایلدن
شهرداری ایلدن (به لاتین: Ilinden Municipality) یک منطقهٔ مسکونی در مقدونیه شمالی است که در مقدونیه شمالی واقع شده‌است. شهرداری ایلدن ۹۷٫۰۲ کیلومتر مربع مساحت و ۱۵٬۸۹۴ نفر جمعیت دارد.